# El Farell
El Farell – miejscowość w Hiszpanii, w Katalonii, w prowincji Barcelona, w comarce Maresme, w gminie Sant Pol de Mar.
Według danych INE z 2004 roku miejscowość zamieszkiwało 48 osób.